# Afinidad (sociología)
La afinidad, en términos sociológicos, se refiere a un «parentesco de espíritu», interés y otras similitudes interpersonales. La afinidad se caracteriza por altos niveles de intimidad y convivencia, generalmente en grupos cercanos, también conocidos como grupos de afinidad. Se diferencia de la afinidad en el derecho y el derecho canónico en que esta se refiere a la relación matrimonial. La afinidad social es considerada comúnmente como un «matrimonio» de ideas, ideales y causas compartidas por una estrecha comunidad de personas.

## Teorías
En el libro Who is my neighbor? Social affinity in a modern world (en español: ¿Quién es mi vecino? La afinidad social en un mundo moderno), el profesor James Allan Vela-McConnell del Boston College, explora el surgimiento del concepto de «afinidad social» acercando la noción clásica de cohesión social a la psicología social contemporánea, afirmando que las ideas subyacentes a la afinidad social se centran en el sentimiento de obligación moral que mantiene unida a la sociedad.
Max Weber la denomina «afinidades electivas».

## Genética
La afinidad genética es una relación genética.
Por ejemplo, polimorfismos del ADN mitocondrial y del cromosoma Y muestran una marcada afinidad genética entre suecos y centroeuropeos, en particular con los alemenes. Estas conclusiones también son válidas para los noruegos.